# Départements du Niger
Les Départements du Niger sont des circonscriptions adminitratives, subdivisions des régions. Les sept régions du Niger sont subdivisées en 63 départements. Ces départements sont à leur tour subdivisés en 265 communes.

## Histoire
Après l'indépendance, la République du Niger instaure en 1961 : 7 départements divisés en 31 circonscriptions.
En 1964, les circonscriptions deviennent des arrondissements, ils sont au nombre de 32.
L'arrondissement d'Arlit est créé en avril 1969.
En 1972, l'arrondissement de Maradi est divisé entre les nouveaux arrondissements d'Aguié, de Guidan-Roumdji et Madarounfa. 
En 1998, les départements deviennent les régions, les 36 arrondissements du Niger deviennent les nouveaux départements.
En août 2011, l’Assemblée nationale du Niger adopte un projet de loi qui porte le nombre de départements à 63. La loi a créé 27 nouveaux départements, à partir de 27 anciens Postes Administratifs.

## Région d'Agadez

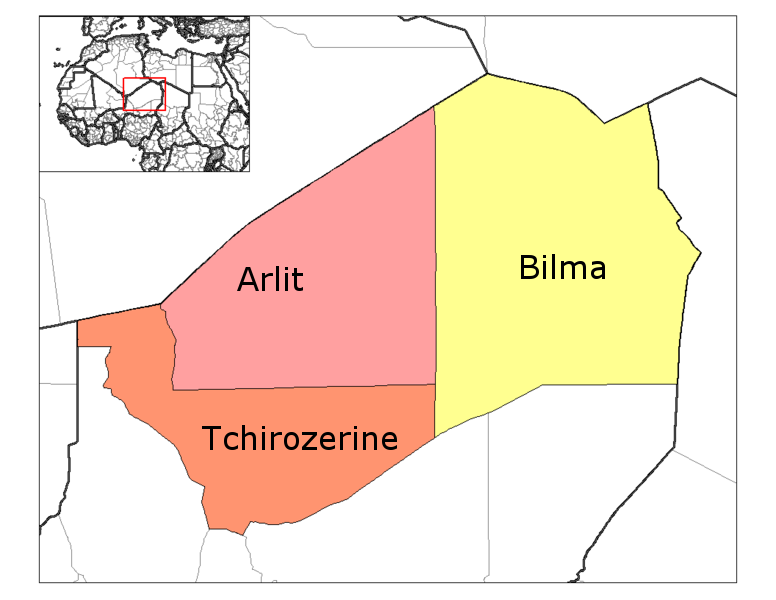

- Aderbissinat
- Arlit
- Bilma
- Iférouane
- Ingall
- Tchirozérine

## Région de Diffa

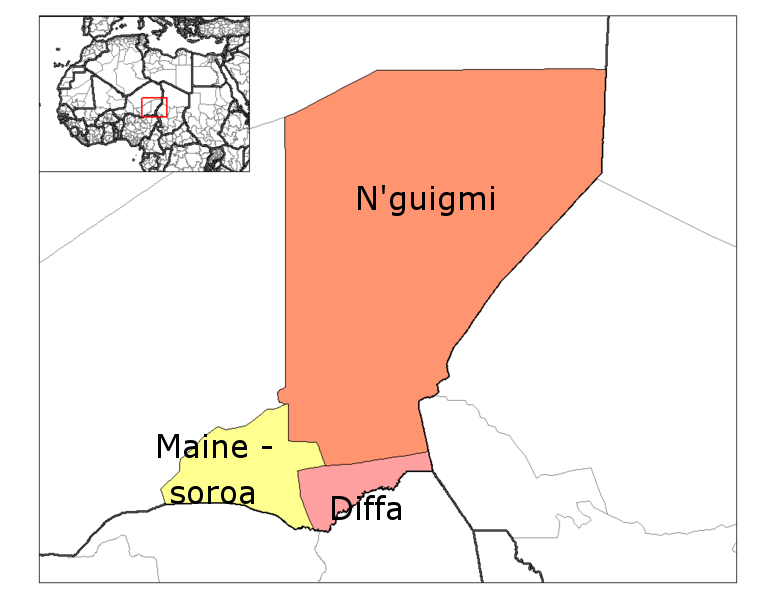

- Bosso
- Diffa
- Goudoumaria
- Maïné-Soroa
- N'Gourti
- N'Guigmi

## Région de Dosso

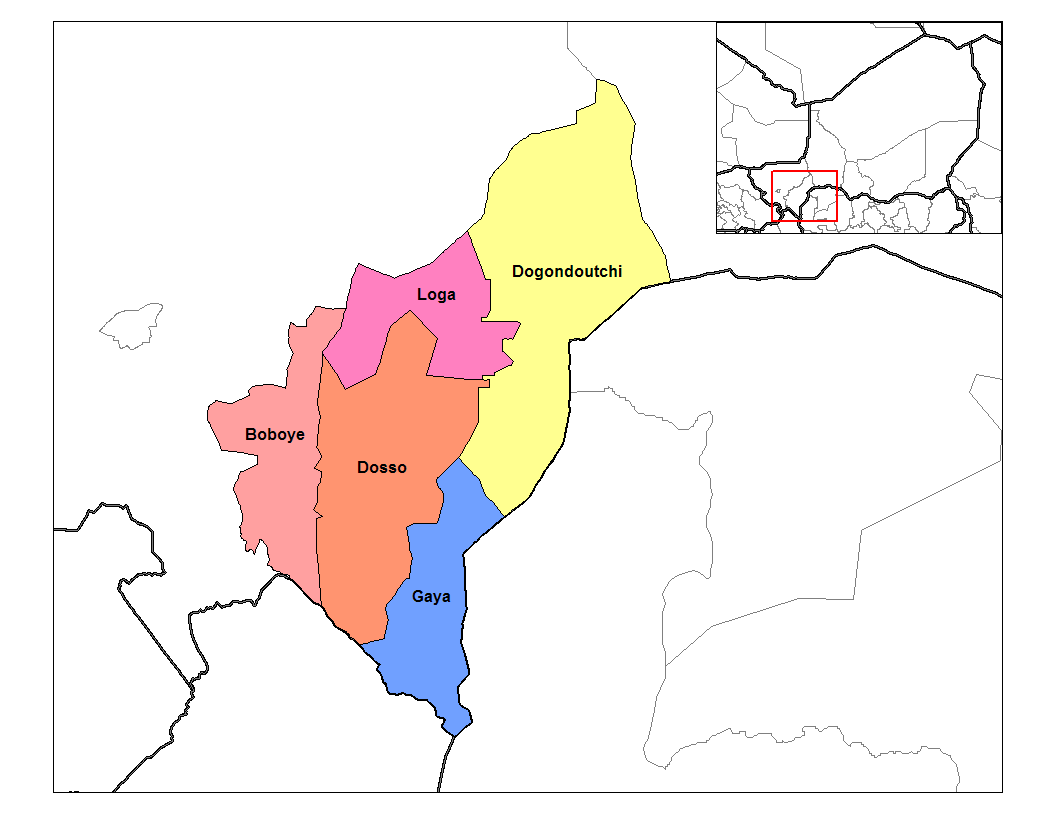

- Boboye
- Dioundiou
- Dogondoutchi
- Dosso
- Falmèy
- Gaya
- Loga
- Tibiri

## Région de Maradi

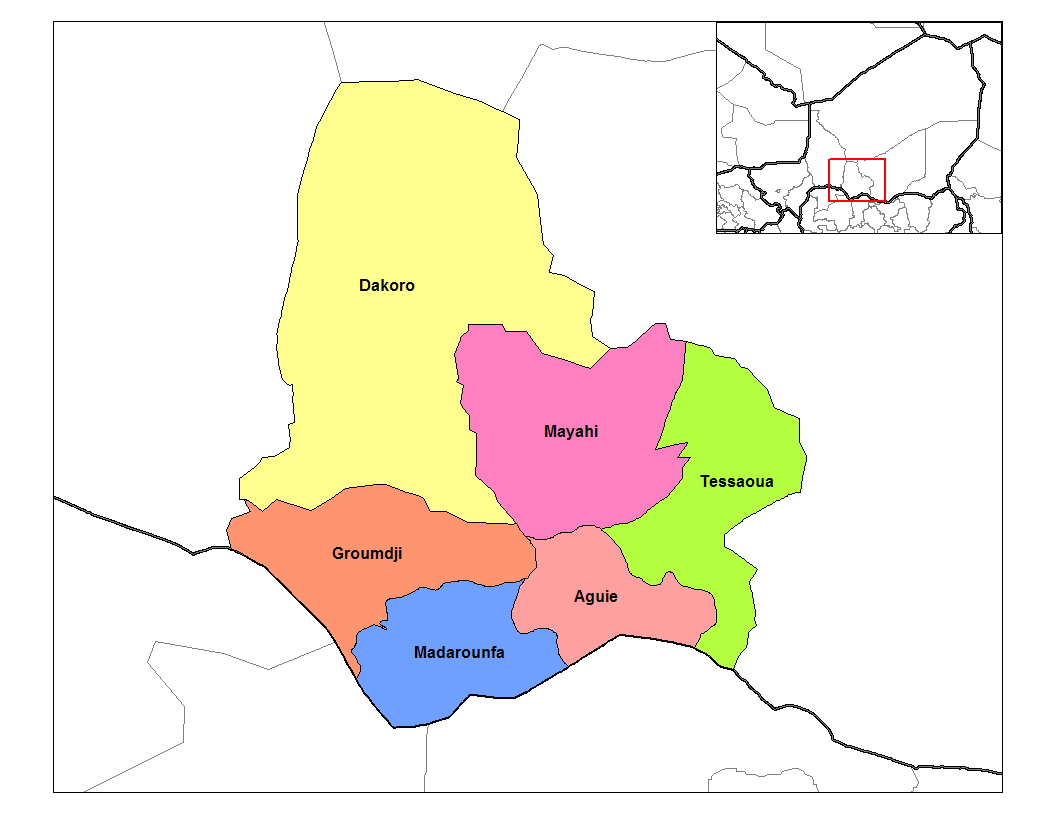

- Aguié
- Bermo
- Dakoro
- Gazaoua
- Guidan-Roumdji
- Madarounfa
- Mayahi
- Tessaoua

## Région de Tahoua

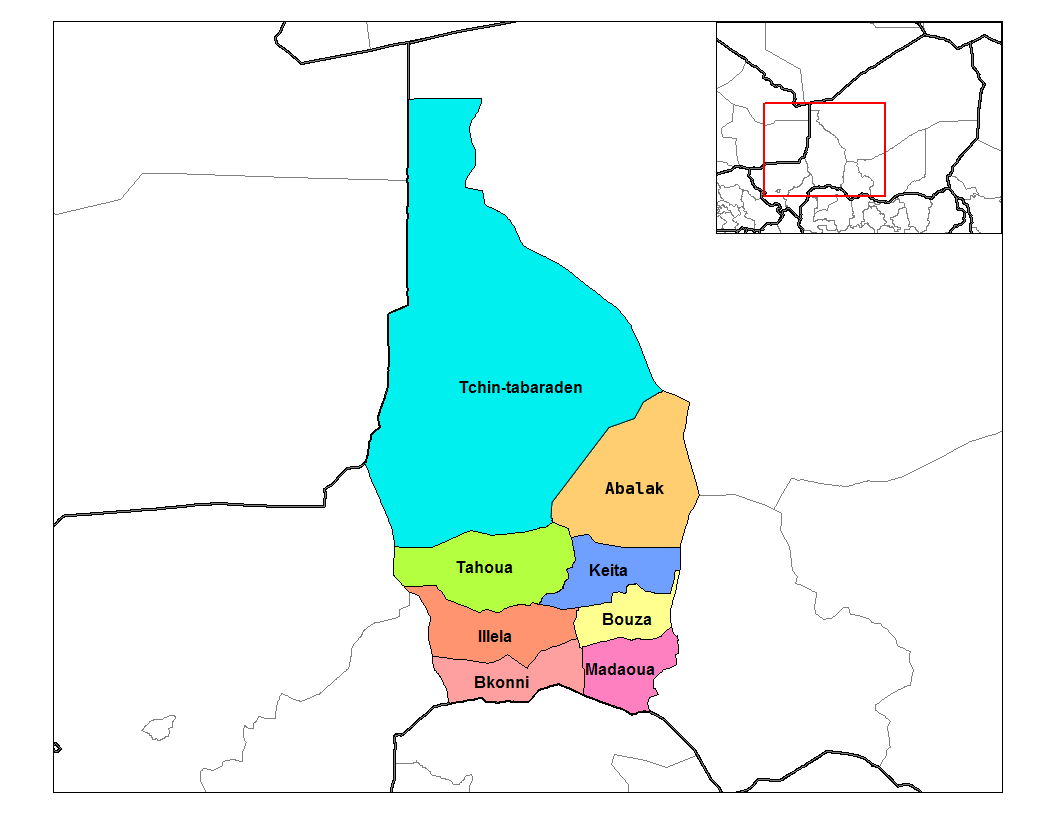

- Abalak
- Bagaroua
- Birni N'Konni
- Bouza
- Illéla
- Kéita
- Madaoua
- Malbaza
- Tahoua
- Tassara
- Tchintabaraden
- Tillia

## Région de Tillabéri

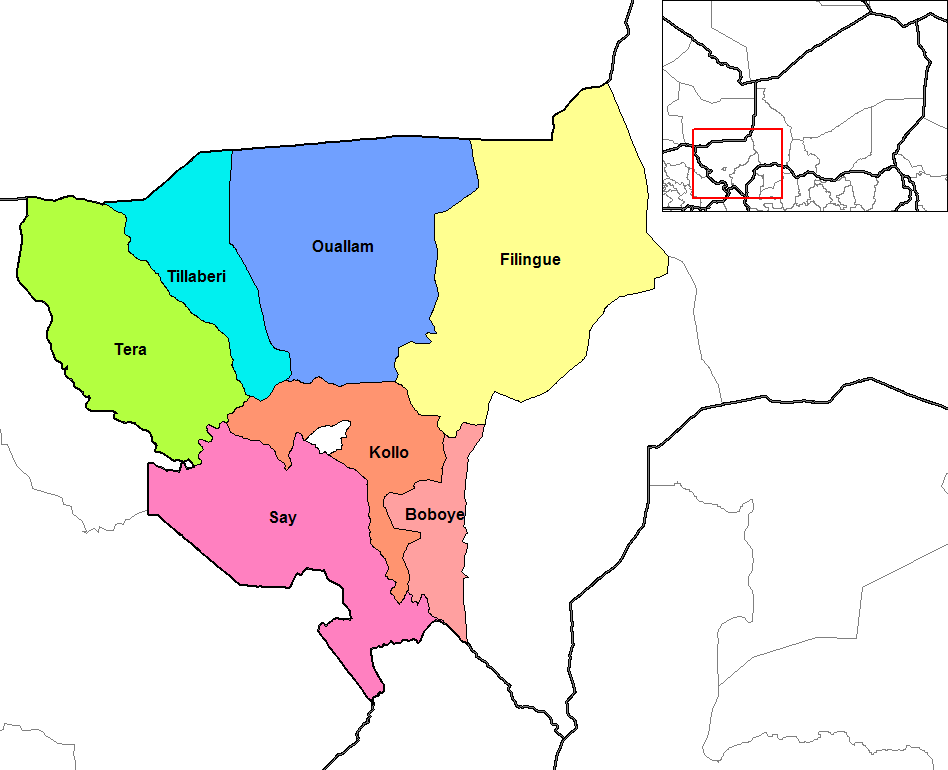

- Abala
- Ayérou
- Balleyara
- Banibangou
- Bankilaré
- Filingué
- Gothèye
- Kollo
- Ouallam
- Say
- Téra
- Tillabéri
- Torodi

## Région de Zinder

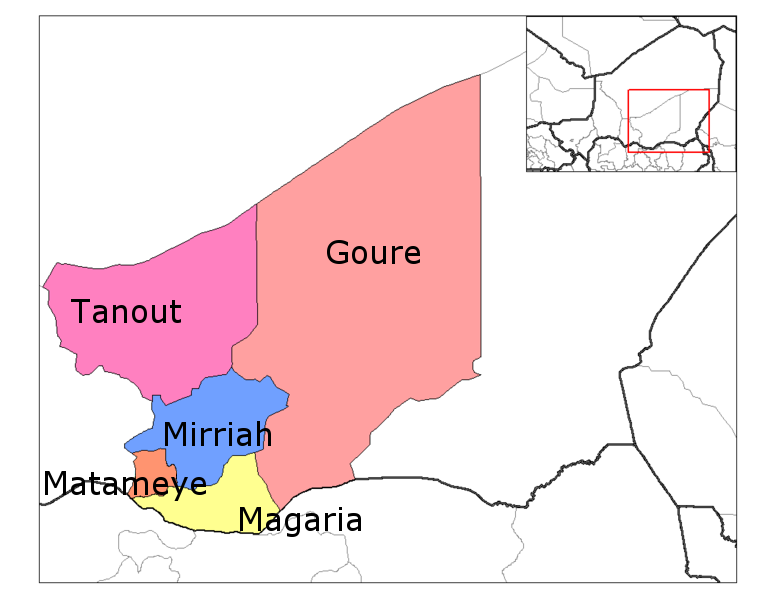

- Belbédji
- Damagaram Takaya
- Dungass
- Gouré
- Magaria
- Matamèye
- Mirriah
- Tanout
- Takeita
- Tesker